# Johanna (Culemborg)
De molen Johanna is een grondzeiler korenmolen in Culemborg en is gebouwd in 1888.
In 1878 werd op de plek van deze molen een houten molen gebouwd, die in 1888 echter volledig afbrandde. Direct daarop is de molen vervangen door de huidige stenen molen. Voor de molen werd de kap van een Leerdamse poldermolen aangekocht, die echter te groot bleek voor de gemetselde romp, waarna deze weer gedeeltelijk werd afgebroken en gedeeltelijk verticaal weer werd opgemetseld. In de loop der tijd heeft hij restauraties gehad in 1943, 1954, 1975/6 en 1991.
De molen is geleidelijk ingebouwd in de uitbreidingsplannen van Culemborg, waar deze molen beter bekend is als "de molen van Schennink".
De molen is particulier eigendom en is op afspraak te bezoeken.
| Mediabestanden Commons heeft media  bestanden in de categorie Johanna, Culemborg . |